# Irresistible (песня Джессики Симпсон)
«Irresistible» (с англ. — «Неотразимый») ― песня американской певицы Джессики Симпсон, выпущенная Sony Music в 2001 году в качестве ведущего сингла с её второго студийного альбома Irresistible. Песня заняла второе место в Польше, одиннадцатое место в UK Singles Chart и пятнадцатое место в американском Billboard Hot 100, достигнув пика в первой двадцатке в двенадцати других странах. Несмотря на то, что альбом не попал в двадцатку лучших в Австралии, он был сертифицирован Австралийской ассоциацией звукозаписывающей индустрии (ARIA) как золотой за поставки более 35 000 копий по всей стране.

## Запись
Песня была написана специально для Симпсон шведскими композиторами Андерсом Багге и Арнтором Биргиссоном в сотрудничестве с английской певицей и автором песен Памелой Шейн, которая также записала вокал для демо. Первоначальная запись песни была сделана в студии Murlyn в Стокгольме, для которой Шейн предоставила бэк-вокал, а окончательная запись была сделана в Sony Music Studios, Нью-Йорк.

## Клип
Музыкальное видео было снято колумбийским кинорежиссёром Саймоном Брэндом в Лос-Анджелесе и поставлено Дэном Карати. В декорациях с футуристическим фоном, Симпсон выступает в роли шпиона на задании. Премьера видео состоялась в прямом эфире MTV Total Request 9 мая 2001 года.

## Трек-лист
| - Australian maxi-CD 1. "Irresistible" – 3:13 2. "Irresistible" (So So Def Remix) – 3:34 3. "Irresistible" (Riprock 'N' Alex G Remix Deluxe) – 3:05 4. "Irresistible" (Hex Hector Club Mix) – 8:53 - European and Swedish maxi single 1. "Irresistible" – 3:13 2. "Irresistible" (So So Def Remix) – 3:34 3. "Irresistible" (Hex Hector Club Mix) – 3:31 4. "Irresistible" (Music Video) – 3:09 | - UK vinyl 12-inch 1. "Irresistible" (So So Def Remix) – 3:34 2. "Irresistible" (Riprock 'N' Alex G Remix Deluxe) – 3:05 3. "Irresistible" (Album Version) – 3:14 - US vinyl 12-inch 1. "Irresistible" (Hex Hector Club Mix) – 8:53 2. "Irresistible" (So So Def Remix) – 3:34 3. "Irresistible" (Riprock 'N' Alex G Remix Deluxe) – 3:05 4. "Irresistible" (Kupper Club Mix) – 7:04 5. "Irresistible" (Kupper Club Mix Instrumental) – 7:04 6. "Irresistible" (So So Def Remix Instrumental) – 3:34 |

## Чарты и сертификации
| Чарт(2001)                                 | Высшая позиция |
| ------------------------------------------ | -------------- |
| Австралия (ARIA)                           | 21             |
| Австрия (Ö3 Austria Top 40)                | 50             |
| Бельгия/Валлония (Ultratip Bubbling Under) | 6              |
| Бельгия/Фландрия (Ultratop 50)             | 46             |
| Canada (Nielsen)                           | 16             |
| Europe (European Hot 100 Singles)          | 19             |
| Europe (European Radio Top 50)             | 19             |
| Германия (GfK)                             | 33             |
| GSA Airplay Chart (Music & Media)          | 9              |
| Hungary (Radio Top 20)                     | 20             |
| Ирландия (IRMA)                            | 18             |
| Италия (FIMI)                              | 26             |
| Japan (Oricon)                             | 26             |
| Netherlands (Dutch Top 40)                 | 7              |
| Нидерланды (Single Top 100)                | 54             |
| Новая Зеландия (Recorded Music NZ)         | 41             |
| Норвегия (VG-lista)                        | 16             |
| Poland (Polish Singles Chart)              | 2              |
| Romania (Romanian Top 100)                 | 17             |
| Шотландия (OCC Scotland)                   | 11             |
| Швеция (Sverigetopplistan)                 | 17             |
| Швейцария (Schweizer Hitparade)            | 20             |
| Великобритания (OCC UK Singles)            | 11             |
| UK Physical Singles (OCC)                  | 11             |
| США (Billboard Hot 100)                    | 15             |
| США (Billboard Pop Airplay)                | 3              |
| США (Billboard Rhythmic)                   | 12             |
| US Top 40 Tracks (Billboard)               | 5              |

| Чарт(2001)              | Позиция |
| ----------------------- | ------- |
| Romanian Top 100        | 53      |
| UK Singles Chart        | 252     |
| US Billboard Hot 100    | 63      |
| US Top 40 Mainstream    | 36      |
| US Rhythmic (Billboard) | 55      |
| US Hot 100 Airplay      | 62      |

| Регион                                                      | Сертификация | Продажи |
| ----------------------------------------------------------- | ------------ | ------- |
| Австралия (ARIA)                                            | Золотой      | 35 000^ |
| Швеция (GLF)                                                | Золотой      | 15 000^ |
| United States (RIAA)                                        | —            | 450,000 |
| ^ Данные о тиражах приведены только на основе сертификации. |              |         |